# 小丑魚主題館
23°05′55″N 121°22′52″E / 23.098578°N 121.381201°E
小丑魚主題館為一座位於臺灣臺東縣成功鎮成功漁港旁的海洋生物展覽中心，又稱行政院農業委員會水產試驗所東部海洋生物研究中心附設水族生態展示館，其前身為國立臺東海洋生物展覽館（簡稱臺東海生館），然而因承攬營運之企業不堪虧損提前解約，目前由農業部水產試驗所東部海洋生物研究中心代為營運，並改名為小丑魚主題館，公辦公營方式營運至今。

## 沿革

### 臺東海生館時期
國立臺東海洋生物展覽館是由水產試驗所東部海洋生物研究中心所推動興建之附設海洋生物展覽館，於2001年12月完工，隔年2月正式對外營運，總經費為新臺幣3億元。起初，臺東海生館是由東部海洋生物研究中心自主營運，直到2005年，為執行政府之推動民間參與公共建設的政策，因此依據「促進民間參與公共建設法」，正式將臺東海生館以OT形式對外招商。
2005年1月27日，臺東海生館之委外經營招標由託德河貿易有限公司得標，並於當日在水產試驗所本部辦理「東部海洋生物研究中心附設水族生態展示館之營運管理案」的簽約儀式，共簽約10年經營權。同年4月3日，德河貿易有限公司接手營運後，於臺東海生館辦理開幕茶會，並邀請海生館周圍包含成功鎮鎮長、東部海岸國家風景區管理處、臺東縣政府、臺東縣警察局成功分局，以及東部海洋生物研究中心等單位之相關政要與首長出席茶會。
2007年4月29日，臺東海生館館藏四寶之一8歲的阿根廷陸龜，於當日上午由館方人員帶到館前花園曬太陽時遭竊賊抱走，由於這隻陸龜是臺東海生館極具人氣的展示生物，因此館方積極尋找，所幸最終經過當地警民協助搜尋後找到陸龜，並安全送回海生館內。
2008年8月5日，德河貿易接手營運臺東海生館三年後，因東部海岸遊客人數銳減，加上德河貿易開始營運後，實際每年平均參觀人數只有5萬人，比起當初預估的還少，更者營運三年以來虧損1千多萬元，平均一年損失2到300萬元，使得業者不堪負荷，決定向水產試驗所提前提出解除合約要求，後經由中華民國仲裁協會仲裁，認定德河貿易已盡力履行合約，然而因不敵經濟環境改變，因此判定履約保證金500萬元可交還給德河貿易，雙方解除合約後，德河貿易營運直到同年10月31日才正式結束營運。
在臺東海生館結束委外經營後，由東部海洋生物研究中心所託養之大型魚類繼續由該中心之研究人員飼養，其他部分非中心所有之爬蟲類生物則由德河貿易帶回。

### 小丑魚主題館時期
東部海洋生物研究中心重新接手臺東海生館後，於2009年5月15日以公辦公營方式重新對外營業，展館名稱改名為小丑魚主題館，並以東部海洋生物研究中心主要研究的小丑魚人工繁殖復育作為展館展示主軸，也因此成為全臺最大的小丑魚主題展覽館。目前小丑魚主題館主要展覽各大洋域的小丑魚生態與種類，並擁有全臺唯一的水質維生系統設備展示區，其他館區另設有東部河川、淡水觀賞魚類展示區、礁岩魚類展示區以及呈現臺灣東部洄游性生物的大洋池。

## 展館設施
小丑魚主題館共分有4層樓，並設有特展區、水質維生系統設備展示區、東部河川魚類展示區、淡水觀賞魚類展示區、礁岩魚類展示區、印度洋小丑魚展示區、太平洋小丑魚展示區、臺灣小丑魚展示區、觸摸池以及大洋池。

## 交通資訊
- 大眾交通工具：
鼎東客運海線8101、8102、8103、8107、8119、8120次公車，成功市場站下車。
臺灣好行東部海岸線，於小丑魚主題館站下車[7]。
- 自駕：成功鎮港邊路21號[7]。

## 資料來源
1. 1 2 3  何源興、陳文義. . 農委會水產試驗所. 2005-06-01  [2016-12-11]. （原始内容存档于2019-06-08） （中文（臺灣））.
2. 1 2  劉錦源. . TVBS 新聞. 2008-11-17  [2016-12-11]. （原始内容存档于2019-06-13） （中文（臺灣））.
3. ↑  . 大紀元. 2007-05-01  [2016-12-11]. （原始内容存档于2019-06-12） （中文（臺灣））.
4. 1 2  張存薇. . 自由時報. 2008-11-07  [2016-12-11]. （原始内容存档于2022-09-11） （中文（臺灣））.
5. 1 2 3  . 農委會水產試驗所東部海洋生物研究中心.   [2016-12-11]. （原始内容存档于2020-01-27） （中文（臺灣））.
6. ↑  陳誼芩. . 台灣環境資訊中心. 2008-11-07  [2016-12-11] （中文（臺灣））.
7. 1 2 3 4  . 臺東縣政府 臺東觀光網.   [2016-12-11]. （原始内容存档于2016-11-05） （中文（臺灣））.

## 外部連結
- 東部海洋生物研究中心小丑魚主題館 官方網站 （页面存档备份，存于）